# Liste der Staatsoberhäupter von Guinea-Bissau
Dies ist eine Liste der Staatsoberhäupter von Guinea-Bissau seit der Unabhängigkeit vom 24. September 1973. Für die Liste der Gouverneure der Kolonie Portugiesisch-Guinea siehe Liste der Kolonialgouverneure von Portugiesisch-Guinea.

## Staat Guinea-Bissau (1973–1977)
| Nr. | Bild | Name (Lebensdaten)      | Amtsbezeichnung              | Amtszeit           | Amtszeit      | Partei |
| Nr. | Bild | Name (Lebensdaten)      | Amtsbezeichnung              | Beginn             | Ende          | Partei |
| --- | ---- | ----------------------- | ---------------------------- | ------------------ | ------------- | ------ |
| 1   |      | Luís Cabral (1931–2009) | Vorsitzender des Staatsrates | 24. September 1973 | 13. März 1977 | PAIGC  |

## Republik Guinea-Bissau (ab 1977)
| Nr. | Bild      | Name (Lebensdaten)                   | Amtsbezeichnung                                                                                          | Amtszeit           | Amtszeit           | Partei        |
| Nr. | Bild      | Name (Lebensdaten)                   | Amtsbezeichnung                                                                                          | Beginn             | Ende               | Partei        |
| --- | --------- | ------------------------------------ | --- | ------------------ | ------------------ | ------------- |
| 1   |           | Luís Cabral (1931–2009)              | Vorsitzender des Staatsrates                                                                             | 13. März 1977      | 14. November 1980  | PAIGC         |
| 2   |           | João Bernardo Vieira (1939–2009)     | Vorsitzender des Revolutionsrates                                                                        | 14. November 1980  | 14. Mai 1984       | PAIGC/Militär |
| 3   |           | Carmen Pereira (1937–2016)           | Interimspräsident (als Präsident der Nationalen Volksversammlung)                                        | 14. Mai 1984       | 16. Mai 1984       | PAIGC         |
| 4   |           | João Bernardo Vieira (1939–2009)     | Präsident des Staatsrates                                                                                | 16. Mai 1984       | 29. September 1994 | PAIGC         |
|     | Präsident | João Bernardo Vieira (1939–2009)     | 29. September 1994                                                                                       | 7. Mai 1999        |                    | PAIGC         |
| 5   |           | Ansumané Mané (1940–2000)            | Vorsitzender des Hauptkommandos der Militärjunta                                                         | 7. Mai 1999        | 14. Mai 1999       | Militär       |
| 6   |           | Malam Bacai Sanhá (1947–2012)        | Interimspräsident                                                                                        | 14. Mai 1999       | 17. Februar 2000   | PAIGC         |
| 7   |           | Kumba Ialá (1953–2014)               | Präsident                                                                                                | 17. Februar 2000   | 14. September 2003 | PRS           |
| 8   |           | Veríssimo Correia Seabra (1947–2004) | Vorsitzender des Militärkomitees zur Wiederherstellung der verfassungsmäßigen und demokratischen Ordnung | 14. September 2003 | 28. September 2003 | Militär       |
| 9   |           | Henrique Pereira Rosa (1946–2013)    | Interimspräsident                                                                                        | 28. September 2003 | 1. Oktober 2005    | parteilos     |
| 10  |           | João Bernardo Vieira (1939–2009)     | Präsident                                                                                                | 1. Oktober 2005    | 2. März 2009 (†)   | parteilos     |
| 11  |           | Raimundo Pereira (* 1956)            | Interimspräsident                                                                                        | 2. März 2009       | 8. September 2009  | PAIGC         |
| 12  |           | Malam Bacai Sanhá (1947–2012)        | Präsident                                                                                                | 8. September 2009  | 9. Januar 2012 (†) | PAIGC         |
| 13  |           | Raimundo Pereira (* 1956)            | Interimspräsident                                                                                        | 9. Januar 2012     | 12. April 2012     | PAIGC         |
| 14  |           | Mamadu Ture Kuruma (* 1947)          | Vorsitzender der Militärkommandantur                                                                     | 12. April 2012     | 11. Mai 2012       | Militär       |
| 15  |           | Manuel Serifo Nhamadjo (1958–2020)   | Interimspräsident                                                                                        | 11. Mai 2012       | 23. Juni 2014      | parteilos     |
| 16  |           | José Mário Vaz (* 1957)              | Präsident                                                                                                | 23. Juni 2014      | 27. Juni 2019      | PAIGC         |
| 17  |           | Cipriano Cassamá (* 1958)            | Interimspräsident (Status unklar)                                                                        | 27. Juni 2019      | 29. Juni 2019      | PAIGC         |
| 18  |           | José Mário Vaz (* 1957)              | Interimspräsident                                                                                        | 29. Juni 2019      | 2020               | PAIGC         |
| 18  |           | Umaro Sissoco Embaló (* 1972)        | Präsident (selbst vereidigt)                                                                             | 27. Februar 2020   | amtierend          | PAIGC         |